# Oberkail

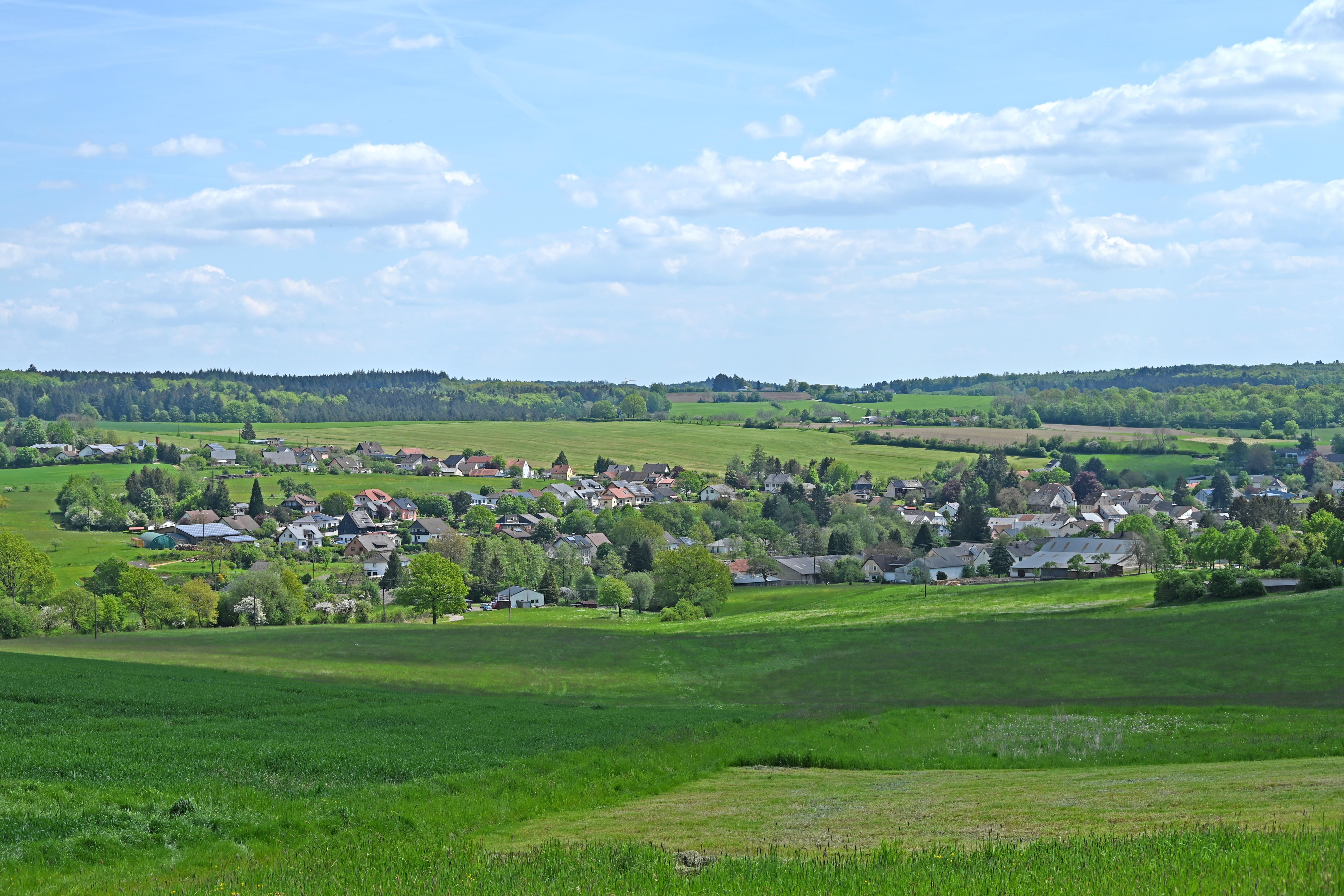
Oberkail von Nordwesten

Oberkail (in Eifeler Mundart: „Owerkehl“) ist eine Ortsgemeinde im Eifelkreis Bitburg-Prüm in Rheinland-Pfalz. Sie gehört der Verbandsgemeinde Bitburger Land an.

## Geographie

### Lage
Die Ortsgemeinde Oberkail liegt umgeben von Wiesen und Wäldern auf 360 m Höhe in der Naturlandschaft der südlichen Eifel. Benachbarte Gemeinden sind unter anderem Seinsfeld, Gindorf oder auch Eisenschmitt. Nächstgelegene Mittelzentren sind die Kreisstädte Bitburg und Wittlich, jeweils etwa 14 Kilometer Luftlinie entfernt. Trier liegt in etwa 32 Kilometer Entfernung.
Zwischen Densborn und Oberkail entspringt der Lohsalmbach.

### Gliederung
Zu Oberkail gehören auch die Wohnplätze Frohnerthof, Heidehof, Kailbachhof und Leisenhof.

### Klima
Oberkail liegt in der Übergangszone vom gemäßigten Seeklima zum Kontinentalklima; die Bedingungen werden von der Nähe zum Atlantischen Ozean bestimmt, der zwar dauerhafte Kaltlufteinflüsse abwehrt, jedoch in Form von häufigen Niederschlägen seinen Tribut fordert. Im Sommer herrschen bei bioklimatisch günstigen Bedingungen vorwiegend angenehm-kühle Temperaturen; die Luft ist kaum schwül oder stickig. Fünf Kilometer südlich der Ortsgemeinde befindet sich die Spangdahlem Air Base. Über luftchemische Belastungen liegen keine Angaben vor. Üblicherweise zählt die Eifelregion zu Deutschlands typischen Reinluftgebieten.

## Geschichte

### Mesolithikum und Römisches Reich
Erste Spuren menschlicher Besiedlung stammen aus der Mittel- und Jungsteinzeit. Besonders umfangreiche Funde von Werkzeugen und Bearbeitungsresten deuten darauf hin, dass im sogenannten „Rodecken“ vor Jahrtausenden steinzeitliche Geräte hergestellt wurden. Die talgeschützte Lage Oberkails nahe am Bach und unweit zahlreicher Quellen wurde auch von den Römern als Siedlungsort angenommen. Dies konnte 1926 durch den Fund von römischen Brandgräbern nordöstlich von Oberkail in einem Waldgebiet bestätigt werden. Man schnitt bei Forstarbeiten eine mit vier Steinplatten umstellte Grabgrube an und fand Reste von Keramik sowie eine Münze. Im Wald „Hastert“, südöstlich von Oberkail, wurden zudem wiederholt römische Baureste beobachtet. Es handelt sich um zwei obertägig sichtbare, quadratische Geländeerhöhungen, die offensichtlich von größeren gemauerten Bauwerken stammen. Bereits in der ersten Hälfte des 19. Jahrhunderts wurde dort „ein viereckiges Gemach, dessen Fußboden mit großen viereckigen Ziegeln geplattet war“ gefunden. Es könnte sich um zwei Tempelbauten handeln.

### Mittelalter
Möglicherweise während der ersten fränkischen Landnahme in der Eifel am Ende des ersten Jahrtausends wurde der Ort gegründet. Die Pfarrei ist bereits im Echternacher Prozessionsverzeichnis genannt, welches vor 1200 erstellt wurde. Die urkundlich nachweisbare Ortsgeschichte Oberkails beginnt jedoch erst mit der Erwähnung des „Hofes zu Keyle“ im Jahre 1201. Ein Pfarrer wurde erstmals im Jahr 1292 erwähnt. Bis 1794 blieb Oberkail mit der Herrschaft und späteren Grafschaft Manderscheid verbunden; zunächst als wohnhafter Hof, später als Hauptsitz einer Linie des Manderscheider Geschlechts. Im Jahr 1339 wurde mit dem Ausbau des Hofes zur Burg begonnen.

### Neuzeit
Ende des 15. Jahrhunderts entstand die Grafschaft Manderscheid-Kail, und Oberkail wurde ein bedeutender Eifelort. Selbst die Ursprungsherrschaft Manderscheids kam in Oberkailer Besitz. Oberkail war Markt- und Pfarrort und verfügte über eine Poststation. Um 1700 wurde die Burg zum Wasserschloss erweitert. Im 16., 17. und 18. Jahrhundert war das Dorf durch die Schaft- und Vogteigüter geprägt, für die man in späterer Zeit die Bezeichnung „Stockgüter“ verwendete. In den Wäldern gab es Köhlersiedlungen. Nachdem der letzte Oberkailer Graf und seine Gemahlin ohne Nachkommen starben, fiel die Grafschaft 1762 an das Haus Manderscheid-Blankenheim. Erst im Jahr 1766 wurde die erste Schule gegründet. Bis zum Jahr 1815 erfolgte eine provisorische Unterrichtung als Winterschule. Französische Revolutionstruppen beendeten 1794 die Grafenherrschaft endgültig, und die Grafen flohen nach Prag. Burg und Schloss wurden ab 1809 größtenteils abgerissen oder zu Wohnungen umgebaut.

### 19. und 20. Jahrhundert
Bis 1970 war Oberkail Sitz der gleichnamigen Verbandsgemeinde, die aus der Bürgermeisterei des 19. Jahrhunderts hervorgegangen war. Mit der Kreisreform kam der Ort vom Kreis Wittlich zum heutigen Eifelkreis Bitburg-Prüm.

### 21. Jahrhundert

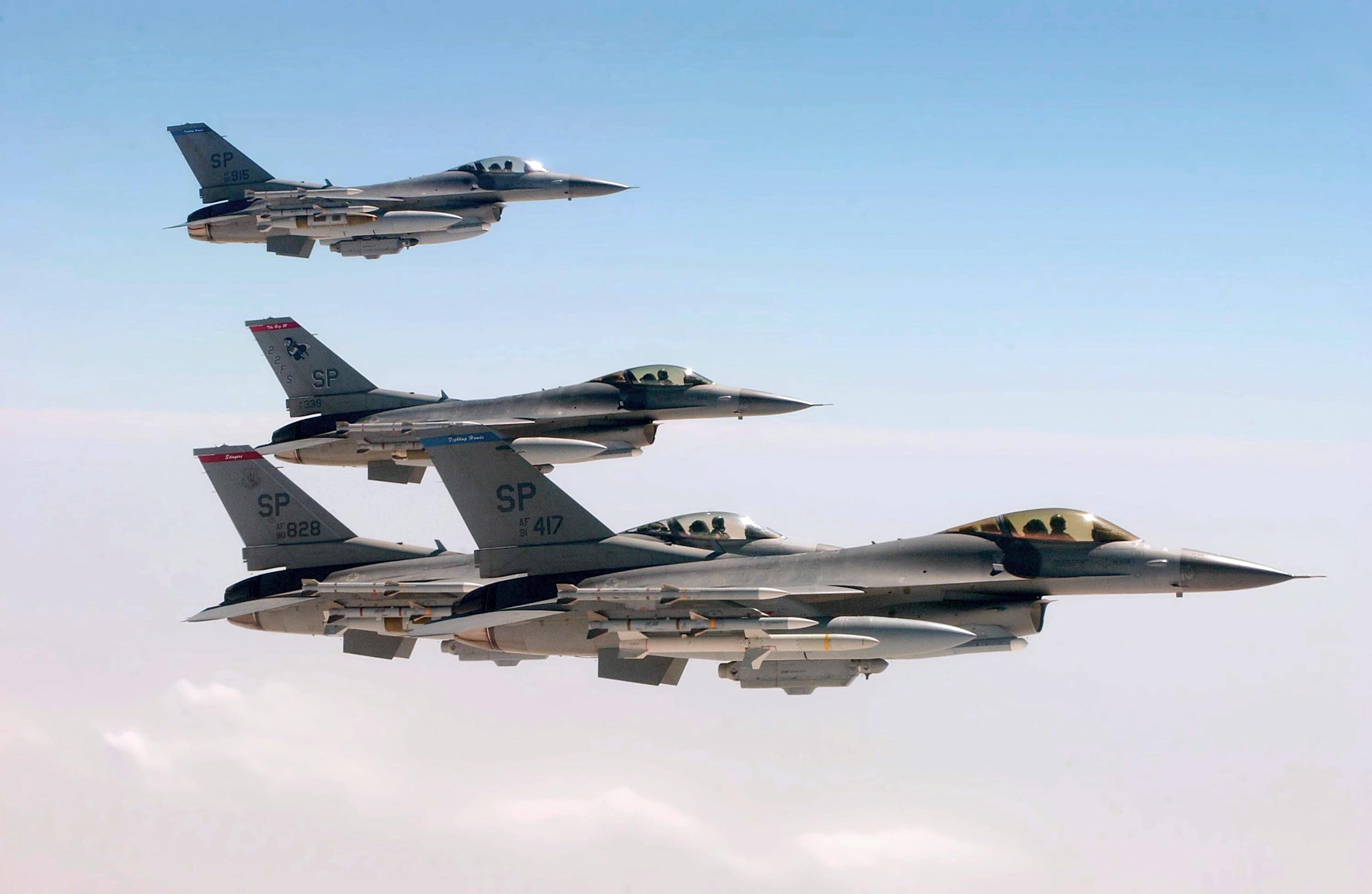
Ein solches Kampfflugzeug, Typ F-16, verunglückte am 14. Sep. 2006 bei Oberkail

Ein Kampfflugzeug des 52. Jagdgeschwaders der United States Air Force stürzte am 14. September 2006 nach Angaben der USA gewollt in einem Feld bei Oberkail wenige hundert Meter von bebautem Gebiet ab, richtete dort jedoch keinen nennenswerten Schaden an. Der Pilot rettete sich mit dem Schleudersitz. Das Flugzeug hatte krebserzeugendes Hydrazin, jedoch keine scharfe Munition an Bord. Es mussten einige Einsatzkräfte und Anwohner in einem nahgelegenen Krankenhaus eingehend untersucht werden, da der Verdacht bestand, dass sie mit giftigen Stoffen in Verbindung kamen. Deutsche Rettungskräfte klagten über mangelnde Zusammenarbeit und Informationsfluss seitens der U.S. Air Force. Ebenso waren die durch die US-Regierung festgelegten Bail-Out-Zonen (Ausstiegszonen) weder den Bürgern noch den örtlichen Behörden bekannt.

### Bevölkerungsentwicklung
Die Entwicklung der Einwohnerzahl, die Werte von 1871 bis 1987 beruhen auf Volkszählungen:
| Jahr | Einwohner |
| ---- | --------- |
| 1815 | 442       |
| 1835 | 671       |
| 1871 | 754       |
| 1905 | 779       |
| 1939 | 812       |
| 1950 | 827       |
| 1961 | 745       |
| 1970 | 782       |

| Jahr | Einwohner |
| ---- | --------- |
| 1987 | 695       |
| 1997 | 702       |
| 2005 | 608       |
| 2008 | 576       |
| 2009 | 586       |
| 2010 | 590       |
| 2011 | 612       |
| 2012 | 603       |

| Jahr | Einwohner |
| ---- | --------- |
| 2013 | 625       |
| 2014 | 609       |
| 2015 | 589       |
| 2016 | 577       |
| 2017 | 571       |
| 2018 | 601       |
| 2019 | 590       |
| 2023 | 628       |

## Politik

### Gemeinderat
Der Gemeinderat in Oberkail besteht aus zwölf Ratsmitgliedern, die bei der Kommunalwahl am 9. Juni 2024 in einer Mehrheitswahl gewählt wurden, und der ehrenamtlichen Ortsbürgermeisterin als Vorsitzender.

### Bürgermeister
Petra Fischer wurde am 25. Juni 2014 Ortsbürgermeisterin von Oberkail. Bei der Direktwahl am 26. Mai 2019 wurde sie mit einem Stimmenanteil von 83,49 % und am 9. Juni 2024 als einzige Bewerberin mit 60,2 % für jeweils weitere fünf Jahre in ihrem Amt bestätigt.
Ihr Vorgänger war Rudolf Densborn.

### Wappen
| Wappen von Oberkail | Blasonierung: „In Gold ein roter Sparrenbalken, begleitet oben von zwei roten sechsstrahligen Sternen, unten von einer roten Rose mit goldenem Butzen.“ |
| Wappen von Oberkail | Wappenbegründung: Der Sparren- oder Zickzackbalken ist dem Wappen der Grafen von Manderscheid-Kail entnommen. Ein ähnliches altes Gerichtssiegel für Oberkail, welches sich an einer Urkunde aus dem Jahr 1584 befindet und die gleichen Symbole enthält, war im Landeshauptarchiv Koblenz gefunden worden. Die Gemeindevertretung übernahm dieses als Wappen. Oberkail besitzt außerdem eine eigene Flagge in den Farben gelb-rot, welche 1977 durch die Regierung genehmigt wurde. |

## Kultur und Sehenswürdigkeiten

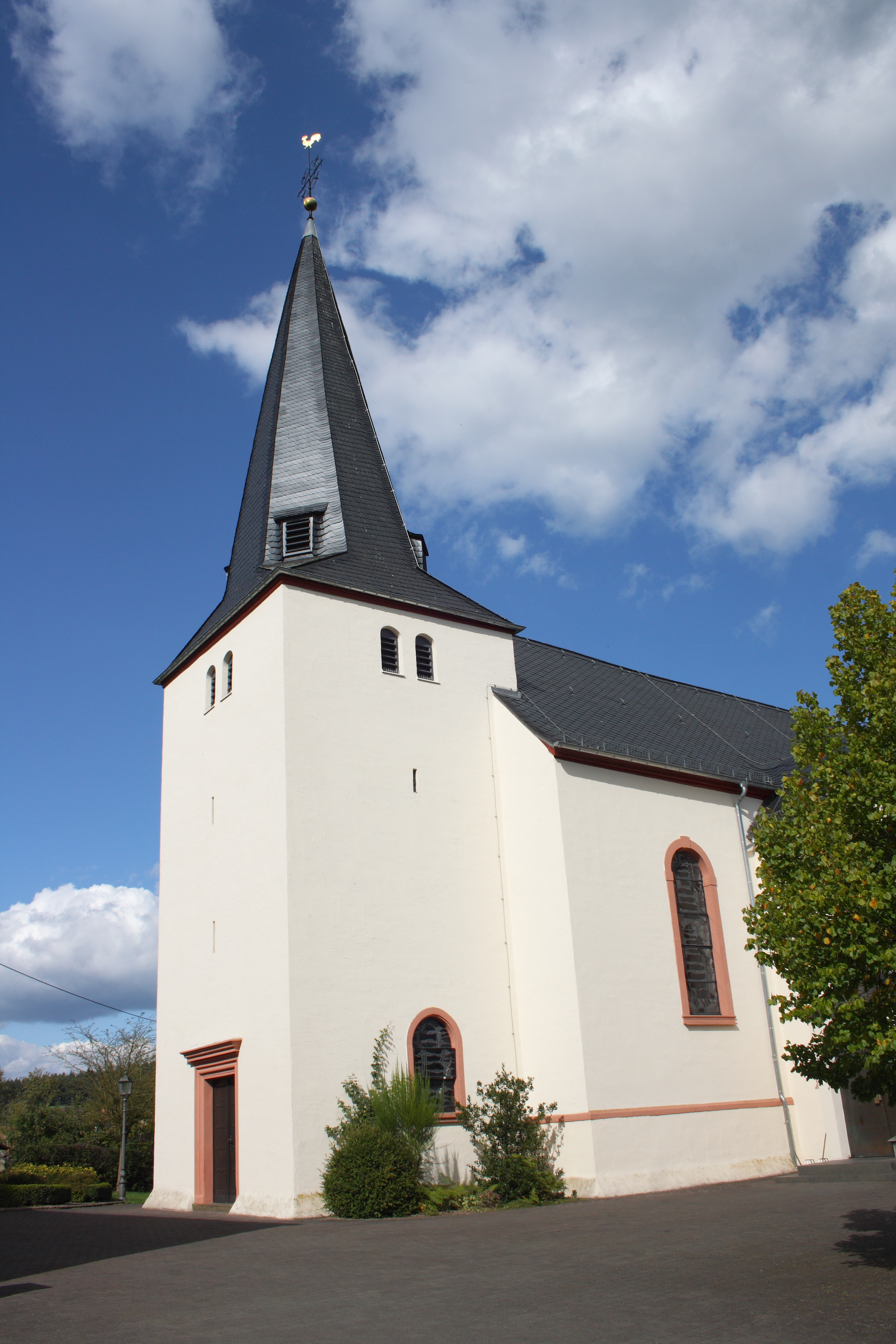
Kirche St. Michael

Einige Teile der Ecktürme und der südlichen und nördlichen Umfassungsmauern eines Schlosses sind erhalten. Die ältesten Teile entstanden als quadratische Burganlage im 14. Jahrhundert. Im Jahr 1625 wurde die Anlage erweitert und um 1700 das westlich daran anschließende „Neue Schloss“ errichtet; im 19. Jahrhundert wurde die Burganlage zum Teil abgebrochen oder umgestaltet. Weitere Sehenswürdigkeiten sind die 1648 vom Grafen Philipp Dietrich von Manderscheid-Kail erbaute Frohnertkapelle sowie die Pfarrkirche St. Michael. Die Kreuzigungsgruppe in der Ortsmitte wurde im 18. Jahrhundert vom manderscheidischen Hofrat Pickart gestiftet.

## Wirtschaft und Infrastruktur
Haupterwerbszweig der Bevölkerung war seit jeher die Land- und Forstwirtschaft. Mit Beginn der industriellen Revolution trat ein Wandel ein. Im 19. Jahrhundert verbreitete sich die Kalkbrennerei, zu Beginn des 20. Jahrhunderts gab es im Ort mehrere Sägewerke und Holz verarbeitende Betriebe. Eine Mehrheit der Bevölkerung lebt heute von anderen Wirtschaftszweigen. Es existieren noch sieben landwirtschaftliche Haupt- sowie drei Nebenerwerbsbetriebe. Wie zahlreiche weitere kleine Ortsgemeinden kämpft auch Oberkail mit der Stadtflucht. Das Eifeldorf zählt zum Verkehrsverbund Region Trier (VRT).
Nur fünf Kilometer südlich Oberkails befindet sich die Spangdahlem Air Base, an der mehr als 600 deutsche Zivilangestellte beschäftigt sind.

## Persönlichkeiten
- Johann Baptist Lenz (1922–2007), Bildhauer, Ehrenbürger von Oberkail[13]